# Martin Melcher
Martin M. Melcher (* 1. August 1915 in North Adams, Massachusetts; † 20. April 1968 in Los Angeles, Kalifornien) war ein US-amerikanischer Filmproduzent. Mit einer Ausnahme spielte in allen seinen Filmen seine Ehefrau, die Schauspielerin und Sängerin Doris Day, die Hauptrolle.

## Leben
Martin Melcher begann seine Karriere als Agent und Manager für die Gruppe The Andrews Sisters und heiratete Patty Andrews am 19. Oktober 1947. Die Ehe wurde am 30. März 1950 geschieden. Kaum ein Jahr später heiratete er Doris Day und gründete mit ihr im Jahr 1952 ein eigenes Filmproduktionsunternehmen. Er adoptierte Days Sohn Terry aus erster Ehe, der in den 1960ern ein erfolgreicher Musikproduzent war.
Im Jahr 1962 produzierte Melcher für den Broadway das Theaterstück The Perfect Setup, in dem Gene Barry, Angie Dickinson und Jan Sterling spielten und das bereits nach fünf Aufführungen eingestellt wurde.
Soweit heute bekannt ist, starb Melcher entweder an einem Blinddarmdurchbruch oder an Komplikationen aufgrund einer Herzvergrößerung. Gemäß der Autobiografie von Doris Day aus dem Jahr 1975 informierte sie Melchers Arzt darüber, dass Melcher an einem vergrößerten Herz litt. Melcher war Angehöriger der Kirche der Christlichen Wissenschaft und entschloss sich erst, einen Arzt hinzuziehen, als sich sein Zustand verschlechterte.
Kurz nach seinem Tod erfuhr Day, dass Melcher mit der CBS ohne ihr Wissen einen Vertrag über eine Sitcom, The Doris Day Show, abgeschlossen hatte, und dass sie nicht nur die von ihr während ihrer Ehe verdienten Millionenbeträge aufgrund von schlechten Investitionen verloren hatte, sondern auch noch einen Schuldenberg hinterlassen hatte. Day verklagte seinen Geschäftspartner, Jerome B. Rosenthal, und ihr wurde nach einem 99-tägigen Prozess eine Summe von 23 Millionen US-Dollar wegen Betruges und unzureichender Leistungen des Beschuldigten zugesprochen. Rosenthal erklärte seinen Bankrott, und im August 1977 einigte sich Day mit seinen Versicherungen auf einen Betrag von 6 Millionen US-Dollar, der in 23 Jahresraten gezahlt wurde.

## Filmografie (Auswahl)
- 1956: Mord in den Wolken (Julie)
- 1958: Babys auf Bestellung (The Tunnel of Love)
- 1959: Bettgeflüster (Pillow Talk)
- 1959: Mit mir nicht, meine Herren (It Happened to Jane)
- 1959: Meisterschaft im Seitensprung (Please Don’t Eat the Daisies)
- 1960: Mitternachtsspitzen (Midnight Lace)
- 1961: Ein Pyjama für zwei (Lover Come Back)
- 1961: Ein Hauch von Nerz (That Touch of Mink)
- 1962: Spiel mit mir (Billy Rose’s Jumbo)
- 1962: Was diese Frau so alles treibt (The Thrill of It All)
- 1963: Eine zuviel im Bett (Move Over, Darling)
- 1964: Schick mir keine Blumen (Send Me No Flowers)
- 1965: Bitte nicht stören! (Do Not Disturb)
- 1966: Caprice
- 1967: Als das Licht ausging (Where Were You When the Lights Went Out?)
- 1968: Der Mann in Mammis Bett (With Six You Get Eggroll)